# Laboratorium voor microchemie en metallografie
Het Laboratorium voor microchemie en metallografie is een gebouw en rijksmonument in de stad Delft, in de Nederlandse provincie Zuid-Holland. Het gebouw, gesitueerd op Mijnbouwplein 11, werd in eerste instantie gebouwd als Laboratorium voor microchemie en metallografie, maar werd later gebruikt voor de Technische Physica van de afdeling der Algemene Wetenschappen van de Technische Hogeschool in Delft.
Het voormalige TU-gebouw aan het Mijnbouwplein in Delft heeft een herbestemming gekregen: er is nu ruimte voor 95 studentenwooneenheden en vier bedrijfsruimten.

## Geschiedenis
Het gebouw van de hand van architecten G. van Drecht, W.F.L. van Leeuwen en Johann Gottfried Robbers werd in 1917 ontworpen in de stijl van de Overgangsarchitectuur. In 1929 werd de planning weer opgepakt om volgens het oorspronkelijke plan het gebouw te bouwen. Het gebouw werd bestemd voor Technische Physica en een subafdeling van het Toegepast Natuurwetenschappelijk Onderzoek (TNO). In 1930 kwam het gebouw gereed. Nadat in 1966 het nieuwe laboratorium voor Technische Natuurkunde aan de Lorentzweg 1 in gebruik werd genomen kreeg het gebouw een algemene bestemming. In het rijzige trappenhuis hing geruime tijd de slinger van Foucault. 
De twee vleugels van het L-vormige laboratorium, die zich langs de Michiel de Ruyterweg en de Mijnbouwstraat bevinden, ontmoeten elkaar op het Mijnbouwplein. De toren en de afgeschuinde zijde op de hoek vormen niet alleen een belangrijk accent van het gebouw en dit verkeersplein. Ze markeren ook de belangrijke verbindingsas, die van de binnenstad over de Michiel de Ruyterweg naar de gebouwen van de TU Delft aan de Mekelweg loopt. Bovendien vormt de rijzige hoekpartij een opmaat (poortfunctie) voor de universiteitsgebouwen, die aan de Mijnbouwstraat en de Julianalaan liggen. N.B.: het transformatorhuisje en het bijgebouw op de binnenplaats zijn beide niet bij de bescherming van rijkswegen betrokken.

## Omschrijving
Het gebouw is opgetrokken vanuit een samengestelde grofweg L-vormige plattegrond met een samengestelde kap. De gebroken en ingezwenkte schilddaken van de vleugels liggen met hun noklijnen parallel aan de straat. De haaks daarop geplaatste hoekpaviljoens hebben gebroken en ingezwenkte zadeldaken. De daken zijn gedekt met bitumineuze leien in Maasdekking. Rondom bevinden zich dakkapellen met dubbele, meerdelige draairamen, die het gebroken dakvlak doorsnijden. De plaats van de kapellen is gerelateerd aan de traveemaat van de gevels en de plaatsing van de vensters daarin. De vleugel bestaande uit drie bouwlagen met kap aan de Michiel de Ruyterweg ligt in een flauwe hoek ten opzichte van de vleugel aan de Mijnbouwstraat. Deze 'Michiel de Ruytervleugel' bestaat uit vijf traveeën met aan weerszijden een risalerend hoekpaviljoen. Op de zuidwesthoek bevindt zich de entreepartij met ten oosten daarvan een rijzige hoektoren. De zes traveeën brede vleugel aan de Mijnbouwstraat en een haaks geplaatst volume op de kop (oosthoek) van deze vleugel bestaan uit twee bouwlagen met kap. Het gebouw is opgetrokken in baksteen (kettingverband) met granieten decoratieve elementen, lateien, onderdorpels en waterlijsten. De licht uitkragende plint wordt afgesloten met een granieten (water)lijst. De licht uitkragende houten goten zijn uitgevoerd met klossen. De staande vensters bevatten enkele, dubbele en driedubbele houten ramen, die bestaan uit vaste ramen met meerruits bovenlichten met klepramen. Lateien koppelen de enkele vensters tot een twee- of meerdelige reeks. 
Tussen de vensters van de verschillende bouwlagen bevinden zich decoratieve, uitgemetselde tableaus. De geveltoppen zijn uitgevoerd als driehoekig afgesloten 'halsgevels' met klauwstukken, die voorzien zijn van cirkelvormige decoraties. In deze toppen bevinden zich cirkelvormige vensters. De rijzige hoektoren op de hoek van het Mijnbouwplein en de Mijnbouwstraat is opgetrokken vanuit een vierkante plattegrond. De toren heeft een gebroken en ingezwenkt tentdak, waarvan de nok doorsneden wordt door een zeshoekige Torenhelm. Deze met zink bekleedde helm met klokvormige top heeft halverwege een strip vensters. In de toren bevinden zich staande, zeer langgerekte vensters. De entree aan het Mijnbouwplein bevindt zich in een afgeschuind tweelaags volume, dat zich in de oksel van een risaliet aan de Michiel de Ruyterweg en de hoektoren bevindt. 
Op deze entreepartij bevindt zich een terras met een gemetselde borstwering met kunststenen dekplaten. Dit volume heeft een forse plint, die bestaat uit gebouchardeerd graniet. De granieten entree bestaat uit een concave trappartij met vijf treden en uitzwenkende borstweringen, een rondboogvormig portiek en een blokomlijsting. De omlijsting is uitgevoerd met sierranden en boven de boog is de tekst "Technische Physica" uitgebeiteld. De houten, dubbele deur heeft vier ruiten met siersmeedwerk. Ook de zijlichten zijn voorzien van deze hekwerken. Boven de bewerkte latei van de deur bevindt zich een segmentboogvormig licht met siersmeedwerk in de vorm van zonnestralen. Boven de natuurstenen entree bevinden zich drie vensters onder één latei. 

## Interieur
Het sobere, nagenoeg gave interieur heeft de historische indeling grotendeels behouden. De west-oost gerichte vleugel heeft per verdieping aan de zuidzijde (raamzijde) een langgerekte gang met op het noorden per verdieping drie grote lokalen. In deze collegezalen is de ruwbetonnenoverspanning in het zicht. De noord-zuidgerichte vleugel heeft in het midden de gang met aan weerszijden kleine vertrekken. Enkele van deze vertrekken zijn voorzien van gekleurd glas-in-lood zij- en bovenlichten bij de paneeldeuren. Collegezaal 310 bevat het oorspronkelijke meubilair zoals bordkasten, collegebanken en toonbank. De entree bevat een oorspronkelijke draaideur. Het trappenhuis heeft een vierkante plattegrond en bestaat uit een over alle verdiepingen doorgaande vide. De vide heeft op de hoeken kolommen van natuursteen met decoratieve, geometrische detaillering en opengewerkte balustrades. De om de vide heen liggende bordestrappen zijn uitgevoerd in graniet. De vloeren en lambrisering in het trappenhuis bestaan uit travertinplaten. De vloer op de begane grond heeft in het midden een zonnestralen-motief. Het oostelijke neventrappenhuis in de west-oost vleugel bestaat uit een granieten trap, ijzeren balustrades en houten handlijsten. De enorme houten kapconstructie heeft een grenen beschot. 

## Waardering
Het voormalig laboratorium aan Mijnbouwplein 11 is van algemeen belang vanwege de cultuur- en architectuurhistorische waarde. Het gebouw heeft cultuurhistorische waarde als uitdrukking van een functie en vanwege de plaats die het inneemt in de geschiedenis van de Technische Universiteit Delft. Mijnbouwplein 11 heeft architectuurhistorische waarde als voorbeeld van de Overgangsarchitectuur, vanwege de plaats die het inneemt in het oeuvre van de architect en vanwege het materiaalgebruik en de detaillering. Het voormalige laboratorium heeft stedenbouwkundige waarde vanwege de beeldbepalende ligging aan het Mijnbouwplein en de ruimtelijk-functionele en visuele relatie met de omringende gebouwen van de TU. Het gebouw is gaaf in hoofdvorm, detaillering en materiaalgebruik en nagenoeg gaaf in interieur.